# Juif de cour

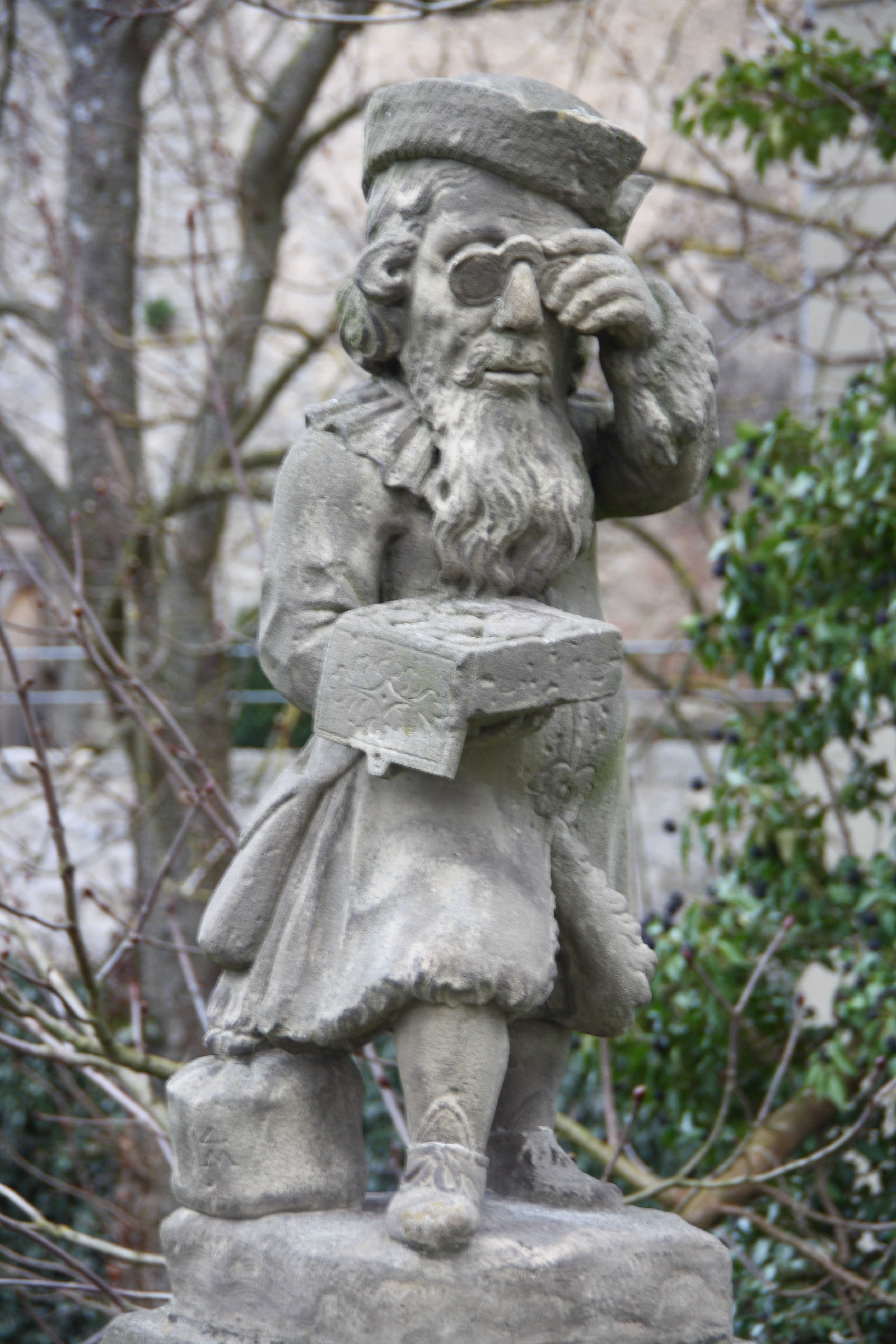
Lämmle Seligmann.

Le Juif de cour (en allemand Hofjude ou Hoffaktor) est un Juif qui occupe, aux XVIIe et XVIIIe siècles, de hautes fonctions administratives ou financières auprès des ducs, princes, rois et empereurs du Saint-Empire romain germanique.
Les Juifs vont jouer un rôle majeur dans le développement économique des principautés allemandes.
Après la guerre de Trente Ans (1618-1648) qui a ruiné l'Allemagne, les princes et ducs ont commencé à appeler des commerçants juifs pour reconstruire et moderniser leurs États. Le Saint-Empire romain germanique est alors éclaté en dizaines d'États, de duchés et de villes quasi indépendants. Les Juifs y jouissent d'une certaine tranquillité, subissant peu de persécutions ou d'expulsions. 
Nombreux ont prospéré comme commerçants, fournisseurs aux armées ou financiers comme Mayer Amschel Rothschild. Appelés comme conseillers auprès des princes et ducs, les Juifs de cour vont contribuer à la modernisation des États allemands avec entre autres la mise en place d'une administration fiscale. Un des plus connus est Joseph Süss Oppenheimer (1698-1738), conseiller du duc de Wurtemberg. L'un des derniers Juifs de cour fut Israel Jacobson (1768-1828), considéré comme le père du judaïsme réformé.

## Source
- « Oppenheimer, le juif de Cour », article de l'historien Tristan Gaston-Breton, dans la série Hommes et Maisons d'influence, Les Échos, p. 11, 15 juillet 2009.
- (en) « Court Jews », sur jewishencyclopedia.com